# Lourdu Anandam
Lourdu Anandam (ur. 15 sierpnia 1958 w Thiruvarangam) – indyjski duchowny katolicki, biskup Sivagangai od 2023.

## Życiorys

### Prezbiterat
Święcenia kapłańskie otrzymał 6 kwietnia 1986 i został inkardynowany do archidiecezji Maduraj. Po święceniach został sekretarzem arcybiskupim, a następnie pełnił funkcje m.in. proboszcza w Kodaikanal, wykładowcy seminarium w Ćennaj, redaktora naczelnego miejscowego tygodnika katolickiego oraz rektora madurajskiego seminarium. W 2014 mianowany proboszczem parafii pw. Różańca Świętego w Maduraju.

### Episkopat
21 września 2023 papież Franciszek mianował go biskupem Sivagangai. Sakry w kampusie szkolnym Szkoły Średniej św. Justyna w Sivaganga udzielił mu 26 listopada 2023 metropolita Maduraj – arcybiskup Antony Pappusamy.